# Chalain-le-Comtal
Chalain-le-Comtal település Franciaországban, Loire megyében. Lakosainak száma 740 fő (2022. január 1.). Chalain-le-Comtal Boisset-lès-Montrond, Grézieux-le-Fromental, Magneux-Haute-Rive, Marclopt, Montrond-les-Bains, Mornand-en-Forez és Savigneux községekkel határos.

## Népesség
A település népességének változása:
| Lakosok száma | 385  | 357  | 385  | 587  | 706  | 710  | 705  | 709  | 721  | 740  |
|               | 1968 | 1982 | 1990 | 2006 | 2013 | 2015 | 2017 | 2019 | 2020 | 2022 |